# Präsidium des 5. Deutschen Bundestages

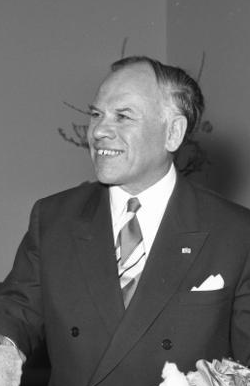
Bundestagspräsident Eugen Gerstenmaier

Das Präsidium des 5. Deutschen Bundestages wurde in dessen konstituierender Sitzung am 19. Oktober 1965 gewählt. Der Bundestag wählte den CDU-Abgeordneten und bisherigen Amtsinhaber Eugen Gerstenmaier zum dritten Mal zu seinem Präsidenten und Carlo Schmid, Erwin Schoettle (beide SPD), Richard Jaeger (CSU) und Max Becker (FDP) zu seinen Vizepräsidenten. Alle Vizepräsidenten hatten dieses Amt schon in der vergangenen Legislaturperiode bekleidet.

## Wahl des Präsidenten des Bundestages
Den Wahlvorgang leitete der Alterspräsident und Altbundeskanzler Konrad Adenauer. Er war seit 1953 der älteste Abgeordnete des Bundestages, hatte jedoch aufgrund seiner Funktion als Bundeskanzler auf die Ausübung des Amts des Alterspräsidenten verzichtet. Der vom CDU-Fraktionsvorsitzenden Rainer Barzel vorgeschlagene Gerstenmaier erhielt 384 der 507 abgegebenen Stimmen, was 75,73 % entsprach. Damit erreichte er ein deutlich schlechteres Ergebnis als 1957 und 1961. Damals hatte er über 90 % erhalten.

## Wahl der Vizepräsidenten
Es waren die bisherigen Amtsinhaber Carlo Schmid, Erwin Schoettle (beide SPD), Richard Jaeger (CSU) und Thomas Dehler (FDP) vorgeschlagen worden. Vor der Wahl kam es zu einer kurzen Auseinandersetzung, da der CDU-Abgeordnete Franz-Josef Wuermeling die in der Geschäftsordnung des Deutschen Bundestages vorgeschriebene geheime Abstimmung forderte. Gerstenmaier verwies aber darauf, dass Abweichungen von der Geschäftsordnung zulässig seien, wenn zwei Drittel der Abgeordneten zustimmten. Dies war der Fall und somit wurde per Handzeichen abgestimmt. Die Kandidaten wurden in einzelnen Wahlgängen gewählt.

## Veränderungen im Laufe der Legislaturperiode
Richard Jaeger wurde am 26. Oktober 1965 Bundesjustizminister. Daher wurde am 9. Dezember einmütig die CSU-Abgeordnete Maria Probst ins Präsidium gewählt. Da Carlo Schmid am 1. Dezember 1966 in die Bundesregierung berufen wurde, wurde am 14. Dezember der SPD-Mann Karl Mommer einstimmig zum Bundestagsvizepräsidenten gewählt. Am 1. Mai 1967 verstarb Maria Probst. Für sie wurde Richard Jaeger wieder ins Präsidium gewählt. Da Thomas Dehler am 21. Juli 1967 verstarb, wurde am 8. September 1967 Walter Scheel zum Vizepräsidenten gewählt. Am 23. Januar 1969 trat Eugen Gerstenmaier von seinem Amt als Bundestagspräsident zurück, nachdem er wegen der Inanspruchnahme von Wiedergutmachungsleistungen in die Kritik geraten war. Auch wurden in der Öffentlichkeit Anschuldigungen erhoben, er habe auf die Gesetzgebung der siebten Novelle des Wiedergutmachungsgesetzes von 1965 zu seinen Gunsten Einfluss genommen. Als sein Nachfolger wurde der bisherige Bundesminister für Vertriebene, Flüchtlinge und Kriegsgeschädigte, Kai-Uwe von Hassel, vorgeschlagen. Er erhielt am 5. Februar 1969 262 von 457 abgegebenen Stimmen (50,7 %).